# Liste der Biografien/Vot
Liste der Biografien |
Portal Biografien |
Personensuche
# |
A |
B |
C |
D |
E |
F |
G |
H |
I |
J |
K |
L |
M |
N |
O |
P |
Q |
R |
S |
T |
U |
V |
W |
X |
Y |
Z |
?
 
Va |
Vd |
Ve |
Vh |
Vi |
Vj |
Vl |
Vn |
Vo |
Vr |
Vs |
Vt |
Vu |
Vy
 
Voa |
Vob |
Voc |
Vod |
Voe |
Vof |
Vog |
Voh |
Voi |
Voj |
Vok |
Vol |
Vom |
Von |
Voo |
Vop |
Vor |
Vos |
Vot |
Vou |
Vov |
Vow |
Vox |
Voy |
Voz
Die Liste der Biografien führt alle Personen auf, die in der deutschsprachigen Wikipedia einen Artikel haben. Dieses ist eine Teilliste mit 41 Einträgen von Personen, deren Namen mit den Buchstaben „Vot“ beginnt.

## Vot

### Vota
- Votapek, Ralph (* 1939), US-amerikanischer klassischer Pianist und Klavierpädagoge
- Votava, Fritz (1906–1989), deutscher Politiker (SPD), MdA
- Votava, Gabriele (* 1956), österreichische Politikerin (SPÖ)
- Votava, Gerald (* 1970), österreichischer Schauspieler, Musiker, Autor und KabarettistGerald Votava (* 1970)

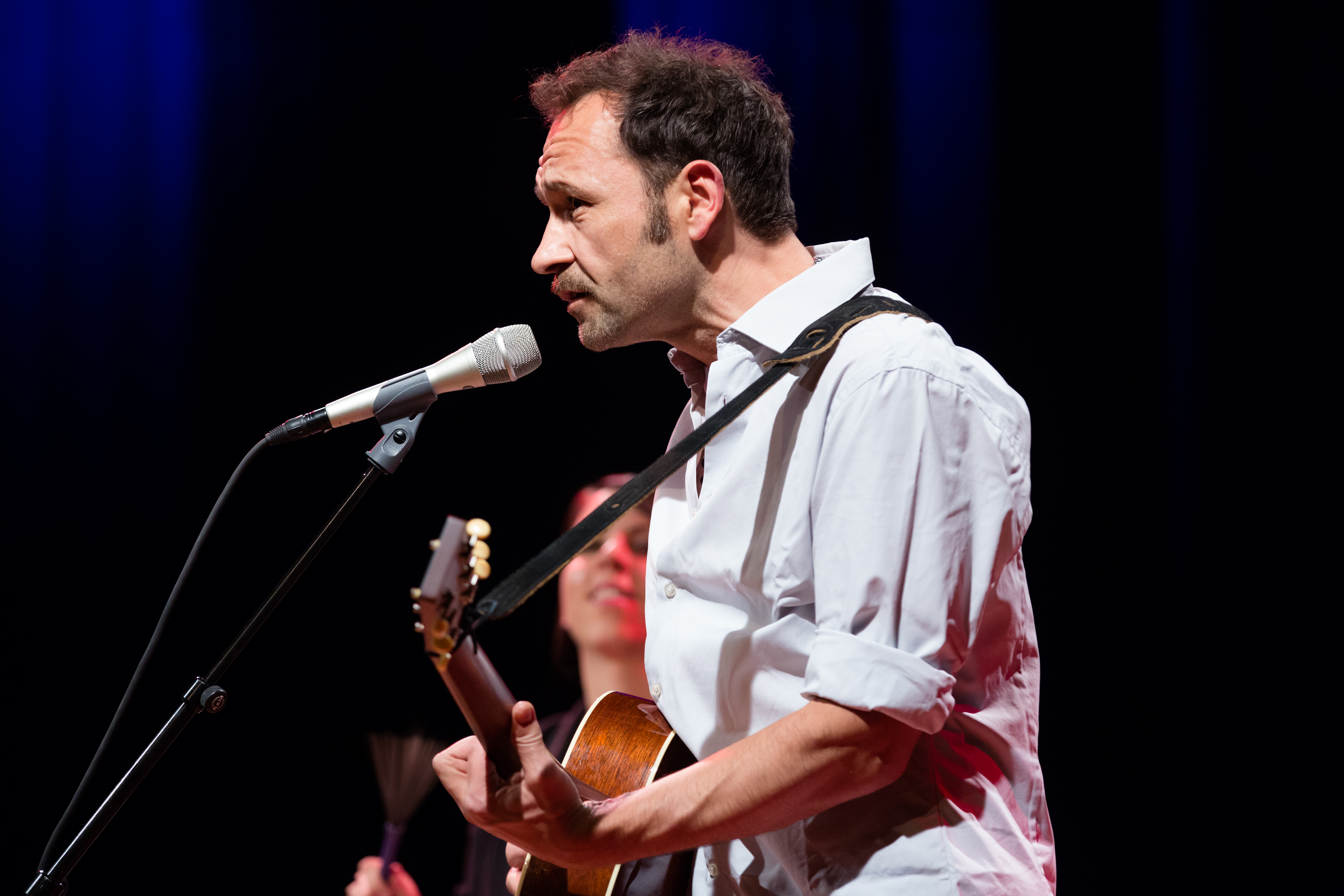
Gerald Votava (* 1970)

- Votava, Jan (* 1974), tschechischer Schachgroßmeister
- Votava, Kurt (1946–2021), österreichischer Moderator, Conferencier und Ansager bei Musikveranstaltungen
- Votava, Mirko (* 1956), deutscher Fußballspieler und -trainer
- Votava, Tomáš (* 1974), tschechischer Fußballspieler

### Vote
- Votel, Joseph L. (* 1958), US-amerikanischer General (U.S. Army)
- Votey, Edwin Scott (1856–1931), US-amerikanischer Klavierbauer, Erfinder des Pianola

### Voth
- Voth, Hannsjörg (* 1940), deutscher Künstler
- Voth, Heinrich Richert (1855–1931), mennonitischer Missionar und Pastor
- Voth, Julia (* 1985), kanadische Schauspielerin und Model
- Vöth, Reinhold (1930–1997), deutscher Jurist und Politiker (CSU), MdL
- Vothel, Rainer (* 1959), deutscher Pianist, Komponist und Sänger
- Vothmann, Hans Peter (1712–1797), Gärtner
- Vothmann, Johann Georg (1755–1788), Gärtner

### Voti
- Votík, Otakar (1895–1972), tschechoslowakischer Ruderer

### Voto
- Votoček, Emil (1872–1950), tschechischer Chemiker
- Votolato, Rocky (* 1977), amerikanischer Singer-Songwriter

### Votr
- Votrom, Heiliger und Einsiedler
- Votruba, Pavel (* 1948), tschechischer Schachspieler und -schiedsrichter
- Votruba, Traude (* 1942), österreichische Politikerin (SPÖ), Landesrätin in Niederösterreich, Mitglied des Bundesrates
- Votruba, Václav (1909–1990), tschechischer Physiker
- Votrubcová, Věra (1911–1981), tschechische Tischtennisspielerin

### Vots
- Vötsch, David (* 2001), österreichischer Basketballspieler
- Votsis, Evandros (* 1977), zypriotischer Badmintonspieler
- Votsis, Gloria (* 1979), US-amerikanische Schauspielerin
- Votsmeier-Röhr, Achim (* 1957), deutscher Psychologe und Psychotherapeut

### Vott
- Votteler, Adalbert (1924–1995), deutscher Schriftsteller
- Votteler, Arno (1929–2020), deutscher Industriedesigner und Innenarchitekt
- Votteler, Juliane (* 1960), deutsche Dramaturgin und Theaterintendantin
- Vötter, Andrea (* 1995), italienische Rennrodlerin
- Vötter, Hans-Georg (1901–1943), deutscher Widerstandskämpfer
- Vötter, Katharina (* 1983), deutsche Schauspielerin
- Vötter, Yannick (* 2004), österreichischer Fußballspieler
- Vötterle, Karl (1903–1975), deutscher Verleger
- Votto, Antonino (1896–1985), italienischer Opern-Dirigent
- Votto, Joey (* 1983), kanadischer Baseballspieler

### Votz
- Votzi, Josef (* 1955), österreichischer Journalist
- Vötzsch, Erika (1938–2023), deutsche Speerwerferin